# Промышленная революция в Великобритании
Промышленная революция в Великобритании — события, так или иначе связанные с переходом экономики Англии, а затем Великобритании от аграрно-феодальной к промышленно-капиталистической в период с 1780-х по 1830-40-е годы.

## Предпосылки
Аграрный переворот в Англии XV—XVI веков (начало Британской аграрной революции) явился важнейшей предпосылкой промышленной революции. В результате него ускоренными темпами развивалось высокотоварное, основанное на фермерстве сельское хозяйство. Английские фермеры интенсивно хозяйствовали, улучшая агротехнику и агрокультуру. Распространились севооборот, травосеяние. Широко применяли паровые плуги, машины, дренажные работы, использовали минеральные удобрения. Урожайность непрерывно повышалась с 1500 по 1800 год, в то время как в большинстве стран Европы она не менялась все это время. Аграрные сдвиги способствовали высвобождению большого количества людей и созданию резерва рабочей силы, который стимулировал развитие хозяйства в целом, политическая уния королевств Англии и Шотландии создали единый национальный рынок.
На конец XVIII в. объединенное королевство Великобритании превратилось в крупнейшую морскую и колониальную державу мира. Огромные прибыли, которые обеспечивались господством в мировой торговле, использованием несметных богатств Северной Америки, Индии и других колониальных владений, вкладывались в промышленность.
Чрезвычайно благоприятными для промышленного переворота были географическое расположение Великобритании и природно-экономические условия страны — водные коммуникации, удобные гавани, большие залежи железной руды и угля, наличие сырья для текстильной промышленности.
Постоянный спрос в Европе на английские изделия, вызванный непрекращающимися войнами, обеспечивал им рынок сбыта и тоже способствовал осуществлению промышленного переворота. Не последнюю роль в этом сыграла и политика протекционизма и меркантилизма, которую проводило британское правительство.
Важным фактором промышленного переворота был выход хлопчатобумажной промышленности на качественно новый технический уровень, который обеспечивался постепенным внедрением в текстильное производство новых машин и механизмов.

## Технологические изменения
Механик Джон Кей в 1733 году усовершенствовал ткацкий станок «летучим челноком». Ткачом Джеймсом Харгривсом в 1765 году была изобретена механическая прялка «Дженни», на которой можно было работать с 16-18 веретенами. В последней трети XVIII века С. Кромптон создал «мюль-машину», которая базировалась на принципах работы прялки «Дженни», но изготавливала тонкую и прочную хлопчатобумажную пряжу. Она распространилась в производстве и стала технической основой механизированного прядения. В 1771 году Ричард Аркрайт создал первую прядильную фабрику.
Процессы ткачества некоторое время отставали от механизированного прядения, но это несоответствие был ликвидировано изобретением механического ткацкого станка Э. Картрайта в 1785 г. Он заменял работу 40 ткачей. Так в британской промышленности появились первые машины и фабрики. В 60-80-х годах XVIII в. они появились в других отраслях промышленности.

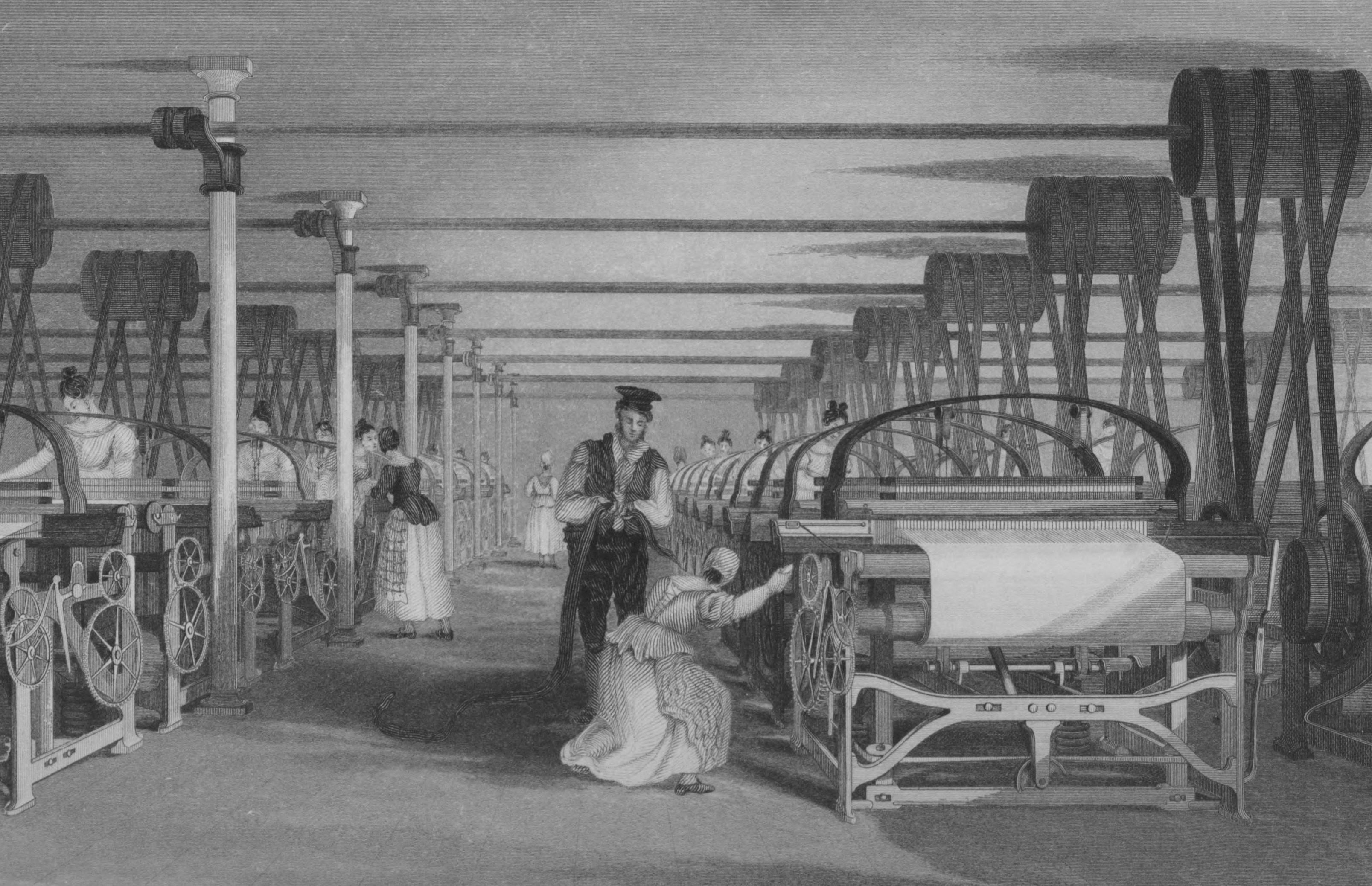
Ткацкая фабрика в Великобритании, 1835 г.

Эпохальное в истории промышленности значение имели изобретения механика Томаса Ньюкомена, который в 1712 году построил первую функционирующую паровую машину. В 1782 году Джеймс Уатт усовершенствовал её, и с этого времени паровая машина стала основным источником энергии британской текстильной промышленности. Это позволило широко использовать уголь в качестве основного топлива, ликвидировало зависимость от водяного двигателя, открыло для промышленности новые регионы страны. Вскоре, после открытия завода паровых машин (недалеко от Бирмингема), паровые машины начали применяться в различных отраслях промышленности. В 1820 году в Великобритании работало 320 паровых машин Джеймса Уатта, их количество и мощность постоянно возрастала.
В 1785 году Генри Корт изобрел способ получения чистого железа. Началась добыча каменного угля для промышленных целей.
В 1760-х годах в результате перехода от мануфактурного производства к фабричному были созданы благоприятные условия для начала промышленной революции. Свободная рабочая сила, крупный капитал и наличие внутреннего рынка способствовали этому.

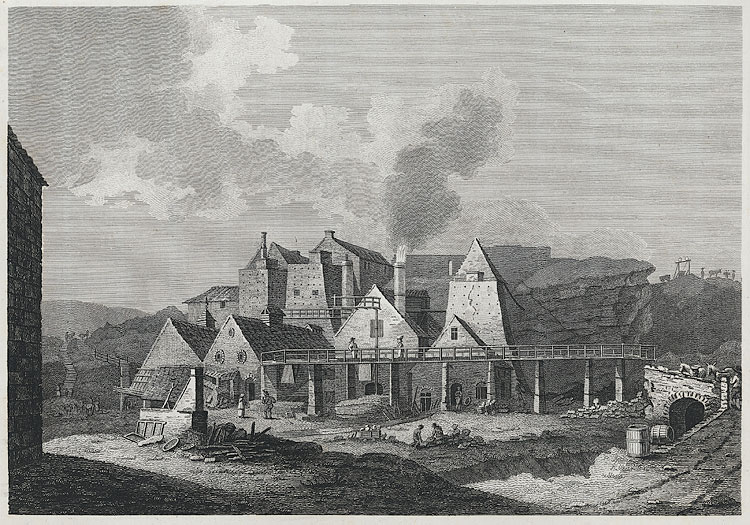
Металлургический завод в Блэнавоне (Уэльс), 1800 г.

Применение машин ускорило развитие металлургии, угольной промышленности. Возникло машиностроение, основу которого составляли изобретение и широкое применение токарного станка и сверлильной машины.

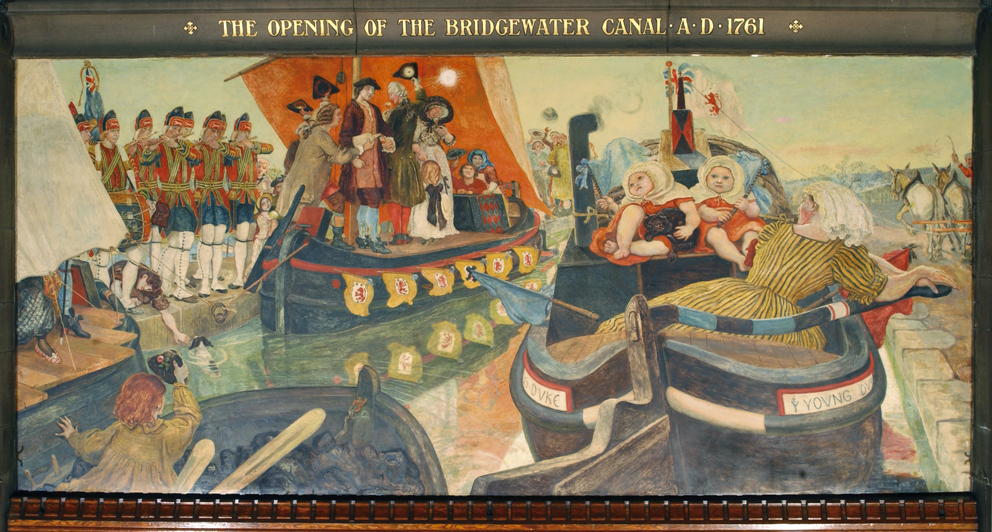
Открытие Бриджуотерского канала, 1761 г., картина Форда Мэдокса Брауна, в Манчестерской ратуше

В конце XVIII века в Великобритании стали массово строить каналы для перевозки грузов (прежде всего угля) речным транспортом.

Открытие железной дороги Ливерпуль — Манчестер в 1830 г.

Рост промышленного производства обусловило появление новых более совершенных и скоростных транспортных средств. Наличие паровой машины сделало возможным её применение на железнодорожном и морском транспорте. В 1812 году в Англии был пущен пароход на реке Клайд. В то же время начались эксперименты на железных дорогах. Р. Тревтик построил несколько моделей паровых повозок. Продолжил его поиски Дж. Стефенсон, который создал самоходную паросиловую установку на основе стационарной паровой машины. Локомотив Стефенсона в 1829 прошел первые испытания и развивал скорость 22 км/ч. Впоследствии этот показатель был увеличен до 48 км/ч. В 1831 году была построена железная дорога, которая соединила Манчестер и Ливерпуль и имела большое хозяйственное значение. «Железнодорожная мания» достигла своего пика в 1846 году, когда было принято 272 актов парламента, дающих право существования новым железнодорожным компаниям. Строительство железных дорог вызвало коренные изменения в экономике Великобритании, создав стабильные коммуникации между различными районами и отраслями промышленности.
Промышленный переворот изменил экономическую географию Великобритании. Возникли новые промышленные районы, которые специализировались на производстве отдельных видов товаров. Значительно выросли объёмы промышленного производства. К середине XIX века Великобритания превратилась в «мастерскую мира», производя около половины мировой промышленной продукции, и заняла исключительное положение в мировом хозяйстве и международной политике.
Промышленно-торговой гегемонии Великобритании способствовала экономическая политика государства. До 1840-х годов, когда индустриализация ещё не была завершена, в Великобритании господствовали высокие таможенные пошлины на иностранные товары. Когда английская промышленность настолько окрепла, что перестала бояться иностранной конкуренции, буржуазия провозгласила неограниченную свободу торговли — так называемое фритредерство (от free trade — свободная торговля). Его суть заключалась в полном освобождении от пошлины почти всех товаров, завозимых в Великобритании, и была рассчитана на взаимное содействие, то есть встречную отмену или значительное сокращение пошлины на ввоз британских товаров в другие страны. Это обеспечивало Великобритании как свободный сбыт за рубежом своих товаров, так и дешевое импортное сырье и продовольствие.

## Социальные изменения
Фридрих Энгельс отмечал, что примерно за восемьдесят лет Англия из страны с незначительной и мало развитой промышленностью, с редким, преимущественно земледельческим населением, превратилась в страну с индустрией, снабжающей своими изделиями весь мир при помощи чрезвычайно сложных машин, и с густым преимущественно промышленным населением. По его мнению, промышленная революция в Англии не только привела к изменению классового состава населения, но и изменила нравы и потребности нации, и имеет такое же значение для Англии, как политическая революция — для Франции, как философская революция — для Германии.
И действительно, население Англии и Уэльса, в меньшей степени — Шотландии, начало расти с 1740-х годов все возрастающими темпами, увеличившись с 7.2 млн до 20.9 млн человек за 110 лет, и превратившись в первое в мире урбанизированное общество.
Машины настолько упростили и облегчили работу, что стало возможным заменить труд мужчин трудом женщин и детей. В 1816 г . на фабриках Манчестера работало 6 600 взрослых и приблизительно столько же подростков, на фабриках Шотландии в том же году из 10 тыс. рабочих было 6 800 женщин, и из них моложе 18 лет было 4 500.
Это привело к падению заработной платы. Так, в 90-х годах XVIII века ткач получал в неделю 15 — 16 шиллингов, то в 1802 г. его заработок упал до 13 шиллингов в неделю, в 1806 г . — до 10 шиллингов, а в 1816 г . — до 5 шиллингов.

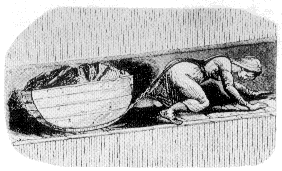
Детский труд в угольной шахте

Стараясь использовать все время, в течение которого шла вода, приводящая фабрику в движение, хозяева вынуждали детей работать по 16 — 18 часов.
Приток населения в промышленные города привёл к нехватке жилья в них и росту квартирной платы, семьи рабочих были вынуждены тесниться в трущобных жилищах.
Машинное производство вело к разорению ремесленников и кустарей. В 1807 году ткачи обратились к парламенту с требованием установить минимум заработной платы. Они писали: «Механический ткацкий станок совсем убил нас, мы не в состоянии выдержать его разрушительной конкуренции; если парламент не обеспечит нас минимумом заработной платы, то мы все ляжем бременем на приход, то есть сделаемся нищими».
Разоряемые крупным производством кустари (ткачи, прядильщики, чулочные вязальщики), а также безработные разрушали ненавистные им машины, жгли фабрики и фабричные склады. Особенно знаменитым было движение 1811—1816 гг., известное под названием луддитского.
Под влиянием стачечной борьбы парламент в 1824—1825 гг. отменил запрещение профсоюзов, существовавшее с 1799 г.
В 1838 г. среди рабочих началось чартистское движение — требование всеобщего избирательного права.
Победа машинного производства в Англии дала толчок к формированию социальной структуры индустриального общества. Промышленный пролетариат составил 45,5 % занятого населения. Урбанизация превратила Великобританию в страну городов и фабричных поселений. К концу XIX века в городах проживало почти 75 % населения, она стала самой урбанизированной страной мира.

## Утрата лидерства в промышленности
В последней трети XIX века произошёл поворот в промышленной истории Великобритании, утратившей гегемонию на морях, в торговле и промышленности, удерживаемую в течение двухсот лет. Доля страны в мировом капиталистическом хозяйстве постепенно снижалась: 32 % в 1870 г., 28 % в 1880 г. (на первое место вышли США), 22 % в 1890-м, 18 % в 1900-м (в этот момент Великобританию опередила и Германия), 14 % в 1913-м. Это было вызвано старением производственных фондов и медленным темпом структурных перемен: так, суммарная мощность электростанций накануне Первой мировой войны в Великобритании в 10 раз уступала США и в 2,5 раза — Германии.